# Nils Antoni
Nils Ragnar Eugène Antoni, född 5 september 1887 i Klara församling, död 15 april 1968 i Hedvig Eleonora församling, var en svensk läkare. 

## Biografi
Antoni blev medicine doktor och docent i neurologi vid Karolinska institutet 1920, och samtidigt bataljonsläkare. Han var konsulterande läkare vid lasarettet i Mörby från 1922, och utnämndes 1928 till överläkare vid samma lasaretts medicinska avdelning. Han innehade 1931–1954 Henrik Malmstens professur i nervsjukdomar vid Karolinska Institutet. Han blev 1940 ledamot av Vetenskapsakademien och var ledamot av Karolinska Institutets Nobelkommitté 1942–1954 (ordförande 1952–1954).
Bland hans skrifter kan nämnas: Über Rückenmarkstumoren und Neurofibrome (1920) och Om nervsjukdomar (1928). "Huvudvärk" (1943). "En bok om nerver" (1946). "Många maskers man" Goeteporträtt (1963).